# Diego Magno
Diego Magno (El Carril, Provincia de Salta, Argentina, 5 de agosto de 1984); es un futbolista argentino que juega como delantero en Central Norte; equipo que actualmente disputa la Primera B Nacional.
Debutó muy joven en Sportivo El Carril, equipo de su ciudad natal, con el cual disputa la Liga del Valle de Lerma. Sus buenas actuaciones lo llevaron a Central Norte, con el que logra conseguir un ascenso en 2010, y ser muy querido por la afición.

## Clubes
| Club                               | País      | Año           |
| ---------------------------------- | --------- | ------------- |
| Sportivo El Carril                 | Argentina | 2000 - 2008   |
| Central Norte                      | Argentina | 2008 - 2011   |
| Gimnasia de Jujuy                  | Argentina | 2011 - 2012   |
| Central Norte                      | Argentina | 2012 - 2014   |
| Sol de América (Formosa)           | Argentina | 2014 - 2016   |
| Chaco For Ever                     | Argentina | 2016 - 2021   |
| Central Norte                      | Argentina | 2021          |
| Juventud Unida de Rosario de Lerma | Argentina | 2021-2022     |
| Central Norte                      | Argentina | 2022-presente |

## Palmarés
| N.º | Título             | Club          | Año     |
| --- | ------------------ | ------------- | ------- |
| 1   | Torneo Argentino B | Central Norte | 2009-10 |
| 2   | Torneo Federal A   | Central Norte | 2024    |